# 克蘭芝一哩賽
克蘭芝一哩賽（英語：Kranji Mile）是一場供純種馬參加的賽馬比賽，於每年5月第三個星期六在新加坡克蘭芝馬場舉行，該賽事為一左轉草地大賽，屬當地數一數二的一級賽賽事，途程為1,600（8.0浪），供三歲或以上馬匹參賽。

## 賽事歷史
克蘭芝一哩賽由新加坡賽馬公會於克蘭芝馬場啟用首季（即2000年）舉辦，屬新加坡三冠大賽之首關，其餘兩關分別為萊佛士盃及新加坡金盃。
該賽事於2018年起以邀請賽方式舉行，2020年起升格為國際三級賽。
在香港賽駒方面，2018年香港派出「川河尊駒」、「馬上發財」參戰，結果「川河尊駒」順利勝出，2019年，港隊派出「川河尊駒」、「星洲司令」參戰，結果「川河尊駒」成功衛冕，亦與「有得威」、「星洲司令」順利包辦香港馬主三甲。
在日本競馬圈中，過往亦曾有日本馬匹赴新加坡參與新加坡國際賽事（當中曾有兩匹日本代表馬匹勝出新航國際盃），但於2019年，日本方面打算為隸屬北海道競馬的「笑臉迎人」（Happy Grin）報名參與該賽事，唯遭當地拒絕。

## 歷屆紀錄
頭馬最快完成時間：
- 1:32.81 - 林家準將（2023年）

勝出最多屆數的馬匹：
- 2次

- 最美好（2010、2011年）
- 太洋王子（2000、2002年）
- 川河尊駒（2018、2019年）
- 林家準將（2023、2024年）

勝出最多屆數的馬主：
- 4次：林城茂（2008、2022、2023、2024年）
- 2次

- Tang Weng Fei, Jupiter Stable（2010、2011年）
- Prince Stable（2000、2002年）
- Kings Stable（2004、2006年）
- 何家駒（2018、2019年）

勝出最多屆數的騎師：
- 2次

- 賽米（2010、2011年）
- 包和義（2005、2009年）
- 貝善利（2013、2014年）
- 羅達（2015、2016年）
- 潘頓（2018、2019年）
- 黃敬權（2022、2023年）

勝出最多屆數的練馬師：
- 5次：納遜（2008、2009、2010、2011、2015年）
- 3次：馬定賢（2022、2023、2024年）
- 2次：

- 陆镇丰（2001、2002年）
- 紹爾（2003、2007年）
- 馬約翰（2004、2006年）
- 陳海旺（2014、2017年）
- 方嘉柏（2018、2019年）

## 歷屆頭馬
| 年份   | 頭馬        | 騎師         | 練馬師   | 馬主                             | 完成時間 |
| ------ | ----------- | ------------ | -------- | -------------------------------- | -------- |
| 2000年 | 太洋王子    | 賀倫         | 陸鎮豐   | Prince Stable                    | 1:36.0   |
| 2001年 | Smart Bet   |              | M尤索    | Smart Bet Stable                 | 1:37.8   |
| 2002年 | 太洋王子    | 劉永康       | 陸鎮豐   | Prince Stable                    | 1:35.4   |
| 2003年 | 天賜福      | 左洛迪       | 紹爾     | Alfredo Leonardo Arnaldo Crabbia | 1:36.4   |
| 2004年 | 優美音樂    | Jason Patton | 馬約翰   | Kings Stable                     | 1:42.8   |
| 2005年 | Really Good | 包和義       | 巴芝格   | Good Stable                      | 1:37.7   |
| 2006年 | 李卡斯      | 查維斯       | 馬約翰   | Kings Stable                     | 1:37.5   |
| 2007年 | 九舟        | 霍達         | 紹爾     | Jose L. Glaser                   | 1:35.5   |
| 2008年 | 上旋        | 郭路         | 納遜     | 林城茂                           | 1:35.7   |
| 2009年 | 威剪刀      | 包和義       | 納遜     | Silver Fern Racing Stable        | 1:33.8   |
| 2010年 | 最美好      | 賽米         | 納遜     | Tang Weng Fei, Jupiter Stable    | 1:35.1   |
| 2011年 | 最美好      | 賽米         | 納遜     | Tang Weng Fei, Jupiter Stable    | 1:35.6   |
| 2012年 | 美妙生活    | 文羅         | 高岡秀行 | Suzuka Racing Stable             | 1:35.96  |
| 2013年 | 財運        | 貝善利       | 郭力維   | Northwest Racing Stable          | 1:34.37  |
| 2014年 | 戰勝        | 貝善利       | 陳海旺   | Warplan Racing Stable            | 1:33.72  |
| 2015年 | 步步高升    | 羅達         | 納遜     | Tivic Stable                     | 1:34.59  |
| 2016年 | 穷追不舍    | 羅達         | 布隆     | Glenn Whittenbury, Barree Stable | 1:34.43  |
| 2017年 | 步兵團      | 冼文諾       | 陳海旺   | Kajorn Petch Racing No 2 Stable  | 1:35.80  |
| 2018年 | 川河尊駒    | 潘頓         | 方嘉柏   | 何家駒                           | 1:33.79  |
| 2019年 | 川河尊駒    | 潘頓         | 方嘉柏   | 何家駒                           | 1:33.61  |
| 2020年 | 宥保佑      | 馬雅         | 尚恩     | Aramco Stable                    | 1:33.85  |
| 2021年 | 部長        | 海理         | 羅瑾夫人 | King Power Stable                | 1:34.38  |
| 2022年 | 林家閃電    | 黃敬權       | 馬定賢   | 林城茂                           | 1:33.25  |
| 2023年 | 林家準將    | 黃敬權       | 馬定賢   | 林城茂                           | 1:32.81  |
| 2024年 | 林家準將    | 雷馬克       | 馬定賢   | 林城茂                           | 1:34.21  |

## 外部連結
- 克蘭芝一哩賽官方資料 （页面存档备份，存于）